# Universidad de Quebec en Outaouais
La Universidad de Quebec en Outaouais (UQO - en francés Université du Québec en Outaouais) está localizada en la ciudad de Gatineau (Conurbano Ottawa-Gatineau), provincia de Quebec, Canadá. La universidad tiene el francés como lengua de instrucción principal. Fundada en 1981, la UQO es un de los 9 sedes de la red de la Universidad de Quebec. La Universidad de Quebec es la mayor red universitaria de Canadá con más de 86.000 estudiantes.

## Enlaces externos

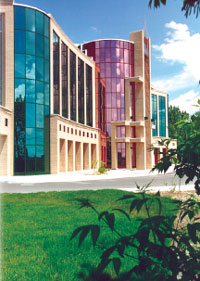
Pabellón Alexandre-Taché.